# مارتن سلانار
مارتن سلانار (بالألمانية: Martin Slanar)‏ مواليد 1 مايو 1981، هو لاعب كرة مضرب نمساوي سابق وكان يلعب باليد اليمنى، اعتزل اللعب في 2011. أعلى تصنيف له في الفردي كان المركز الـ 198 في سنة 2008. أعلى تصنيف له في الزوجي كان المركز الـ 94 في سنة 2010.

## روابط خارجية
- مارتن سلانار على موقع رابطة محترفي التنس (الإنجليزية)
- مارتن سلانار على موقع الاتحاد الدولي لكرة المضرب (الإنجليزية)
- مارتن سلانار على موقع خلاصة التنس.كوم (الإنجليزية)
- مارتن سلانار على موقع إي إس بي إن.كوم (الإنجليزية)